# 阿莱·里皮宁
阿莱·里皮宁（芬蘭語：Ale Riipinen，1883年5月28日—1957年2月13日），生于劳卡，芬兰前男子竞技体操运动员。他曾获得1908年夏季奥运会体操比赛男子团体全能铜牌。他于1957年在埃斯波去世。